# Havadtőy Sámuel
Havadtőy Sámuel (Sam Havadtoy) (London, 1952. augusztus 4. –) magyar származású amerikai festő, lakberendező és galériatulajdonos. Az 1980-as évek New York-i művészvilágának jelentős tagja.

## Életpályája
Havadtőy magyar szülők gyermekeként született Londonban. A család 1956 elején hazatért Magyarországra, ahonnan a forradalmat követően csak nagy nehézségek árán tudtak visszamenni Nagy-Britanniába. Végül is 1971-ben illegális úton sikerült elhagynia az országot és Jugoszlávián keresztül visszament Londonba. Itt ismerkedett meg az angol régiségkereskedő és lakberendező Stuart Greettel, akinek a meghívására költözött Havadtőy New Yorkba 1972-ben, ahol megszakításokkal 2000-ig élt. 1978-ban létrehozta a lakberendezéssel foglalkozó Samuel Havadtoy Galleryt. Az 1980-as évek elején bekapcsolódott a New York-i művészéletbe, ahol a legkiválóbb művészekkel dolgozott együtt. Szoros baráti viszonyba került Warhollal, Haringgel, George Condóval, Donald Baechlerrel és sok más művésszel. Köztük Yoko Onóval is, akivel élettársi kapcsolatban élt húsz éven keresztül. Havadtőy inspirálólag hatott Keith Haring több késői munkájára és azok megvalósításában is részt vett – pl. Haring bronz szárnyasoltárai kivitelezésében.
1986 és 1990 között Svájcban élt, miközben egyre többet járt Magyarországra.

## Galéria 56
1992-ben Havadtőy létrehozta a Galéria 56-ot. A név Yoko Onótól származik, aki ezzel a névvel a képzőművészetben bekövetkező forradalomra utalt, amelyik az 56-os forradalomhoz lesz hasonlatos. A galéria rendkívül fontos szerepet foglal el a rendszerváltás utáni magyar művészeti életben. Gyakran mutatott be olyan, az 1990-es években kuriózumnak számító világhírű, főleg amerikai művészeket, mint például Keith Haring, Andy Warhol, Agnes Martin, Cindy Sherman, Kiki Smith, Robert Mapplethorpe, Ross Bleckner, Donald Sultan, Donald Baechler, akik közül többen személyesen is részt vettek a kiállításmegnyitókon, ami a 90-es években igencsak ritkaságnak számított Magyarországon. Az amerikai művészek felvonultatása mellett fontos szerephez jutottak a kortárs magyar művészek és olyan művészóriások is, mint például Moholy-Nagy László.
2000 óta újra Európában, Magyarországon és Liguriában él és dolgozik.
Közvetlenül New Yorkba utazása után kezdett el festeni. Egyedi stílusát – ami különös, finom ötvözete a közép-európai stílusjegyeknek és az amerikai pop artnak – a 80-as évek közepétől kezdi kialakítani. Havadtőy főleg olaj, akril és vegyes technikájú képeket fest és szitanyomatokat készít.

## Külső hivatkozások
- Galéria 56 honlapja
- Antropos online kulturális magazin
- The New York Times – angol nyelven
- The Budapest Times – angol nyelven

### Kiállításai
- Palazzo Bianco, Genova Archiválva 2011. július 22-i dátummal a Wayback Machine-ben
- Palazzo Lomellino, Genova
- The Tel Aviv Museum of Art
- Ermanno Tedeschi Galéria, Róma[halott link] – olasz nyelven
- Fondazione Mudima, Milánó[halott link] – olasz nyelven
- Nemzeti Színház
- B55 Galéria Archiválva 2011. július 21-i dátummal a Wayback Machine-ben
- Memoart Galéria